# حتى الموت (فلم)
حتى الموت (بالإنجليزية: Until Death) هو فيلم حركة تم إنتاجه في ألمانيا والولايات المتحدة وصدر سنة 2007 بطولة جين كلود فان دام.

## القصة
أنتونى ستو محققٌ مدمنٌ على الهيروين، أيامه دائمًا ما تسير من سيءٍ لأسوء. يخطط توني لعملية مخدراتٍ كبيرةٍ للقبض على شريكه السابق (جابريل كالهان) الذي تحول لتاجر مخدرات، لكنها تفشل ويُقتل فيها اثنان من الضباط بينما المتهم الرئيسي والمخدرات والأموال وشرائط المراقبة كلها تختفي.في ذات الوقت يعاني في حياته الزوجية مع زوجته التي تخبره أنها حامل ولكن الطفل ليس طفله.

## الميزانية والإيرادات
كلف الفيلم 10 ملايين دولار.

## وصلات خارجية
- مقالات تستعمل روابط فنية بلا صلة مع ويكي بيانات

حتى الموت على IMDb
حتى الموت على Rotten Tomatos